# 沉香博物馆
沉香博物馆，位于北京市东城区国瑞北路3号，是北京市第一家以沉香为主题的博物馆。

## 简介
沉香博物馆坐落在崇文门外国瑞北路一处四合院内。2015年11月14日，沉香博物馆开馆。沉香博物馆是由中国市场学会沉香行业专业委员会主任沈楚轩出巨资兴建，展品是他的收藏。他为此还创办了野生沉香树培植保护基地。开馆日的首批展品共有100多件，其中有沉香古木木雕及有数百年历史的沉香古树老料。沉香博物馆免费向公众开放。